# 金澤茂
金澤 茂（かなざわ しげる）は、日本のトロンボーン奏者の第一人者。姓については金沢と表記される場合がある。

## 来歴
宮城県鹿島台町（現・大崎市）出身。宮城県古川高等学校卒業後、国立音楽大学でトロンボーンを専攻。卒業時に武岡賞受賞。1971年、東京交響楽団に入団。1976年から2年間、文化庁よりウイーンに派遣され、ウイーン国立音楽大学に留学した。
その後、東京交響楽団で首席トロンボーン奏者を務めた。1994年から2011年まで、楽団エグゼクティブマネージャーに就任した。
2012年に、長野県県民文化会館の館長公募に応じて選任される。